# Wybory prezydenckie w Czechach w 2013 roku
Wybory prezydenckie w Czechach odbywały się w styczniu 2013 roku. Po raz pierwszy w historii Czech prezydent został wyłoniony w wyborach bezpośrednich. Pierwsza tura wyborów odbyła się 11 i 12 stycznia i nie przyniosła rozstrzygnięcia. Druga tura wyborów została przeprowadzona w dniach 25 i 26 stycznia. Wybory wygrał Miloš Zeman.

## Kandydaci
Aby zostać kandydatem, należało zebrać 50 000 podpisów od obywateli lub uzyskać poparcie ze strony dwudziestu posłów lub dziesięciu senatorów. Kandydaci byli zobowiązani złożyć swoje podpisy pod dokumentami sześćdziesiąt sześć dni przed wyborami, po czym następowała weryfikacja przez Ministerstwo Spraw Wewnętrznych.
Obywatelska Partia Demokratyczna (ODS) przeprowadziła w lipcu 2012 prawybory, aby wyłonić kandydata. Decyzją członków partii 3 771 głosów (61%) nominację otrzymał przewodniczący Senatu Přemysl Sobotka, który pokonał posła do Parlamentu Europejskiego Evžena Tošenovskiego (2 432 głosy tj. 39%). SPOZ, TOP 09 i ČS wystawiły własnych liderów. Jan Švejnar, który ubiegał się o prezydenturę w 2008 roku przeciwko Václavowi Klausowi, odmówił kandydowania udzielając poparcia dla kandydatury Jana Fischera.

### Zatwierdzeni kandydaci
Do wyborów stanęło 9 osób, które w ustawowym terminie (do 6 listopada 2012 r.) zgłosiły swoje kandydatury i zostały zarejestrowane:
- Jana Bobošíková (kandydatka ugrupowania Suwerenność – Blok Jany Bobošikovej)
- Jiří Dienstbier (kandydat Czeskiej Partii Socjaldemokratycznej)
- Jan Fischer (kandydat niezależny)
- Táňa Fischerová (kandydatka Partii Zielonych)
- Vladimír Franz (kandydat niezależny)
- Zuzana Roithová (kandydatka Unii Chrześcijańskich Demokratów – Czechosłowackiej Partii Ludowej)
- Karel Schwarzenberg (kandydat partii TOP 09)
- Přemysl Sobotka (kandydat Obywatelskiej Partii Demokratycznej)
- Miloš Zeman (kandydat Partii Praw Obywateli – Zemanowcy)

Kandydatury innych 11 osób zostały odrzucone, wśród nich znaleźli się kandydaci niezależni: Vladimír Dlouhý i Tomio Okamura.
Dwie parlamentarne partie polityczne nie poparły żadnego z kandydatów (Komunistyczna Partia Czech i Moraw oraz Sprawy Publiczne).
23 listopada 2012 roku ogłoszono wyniki weryfikacji podpisów zebranych przez kandydatów, w wyniku kontroli troje kandydatów (Jana Bobošíková, Vladimír Dlouhý, Tomio Okamura) zostało wykluczonych z wyborów z powodu przedstawienia zbyt małej ilości podpisów. Cała trójka zapowiedziała jednak odwołanie do sądu w celu pozytywnej weryfikacji. W efekcie odwołania na listę kandydatów powróciła Jana Bobošíková. Ostateczną listę kandydatów ogłoszono 14 grudnia 2012 roku. Pozostali dwaj kandydaci, których podpisy podważono, nie zostali pozytywnie zweryfikowani.

## Wyniki wyborów
W głosowaniu w Pierwszej turze wzięło udział 5 143 966 osób. W drugiej turze 4 958 576 osób czyli 59,11% uprawnionych
Rezultaty:
| Kandydat            | Partia                              | Pierwsza runda | Pierwsza runda | Druga runda | Druga runda |
| Kandydat            | Partia                              | Głosów         | %              | Głosów      | %           |
| ------------------- | ----------------------------------- | -------------- | -------------- | ----------- | ----------- |
| Miloš Zeman         | Partia Praw Obywateli – Zemanowcy   | 1 245 848      | 24,21          | 2,717,405   | 54,80       |
| Karel Schwarzenberg | TOP 09                              | 1 204 195      | 23,40          | 2,241,171   | 45,19       |
| Jan Fischer         | Niezależny                          | 841 437        | 16,35          |             |             |
| Jiří Dienstbier     | Czeska Partia Socjaldemokratyczna   | 829 297        | 16,12          |             |             |
| Vladimír Franz      | Niezależny                          | 351 916        | 6,84           |             |             |
| Zuzana Roithová     | KDU-ČSL                             | 255 045        | 4,95           |             |             |
| Táňa Fischerová     | Partia Zielonych                    | 166 211        | 3,23           |             |             |
| Přemysl Sobotka     | Obywatelska Partia Demokratyczna    | 126 846        | 2,46           |             |             |
| Jana Bobošíková     | Suwerenność – Blok Jany Bobošikovej | 123 171        | 2,39           |             |             |

Do drugiej tury przeszli: Miloš Zeman i Karel Schwarzenberg. W drugiej turze wyborów 25 - 26 stycznia 2013 zwyciężył Zeman.